# Ренет шампанський

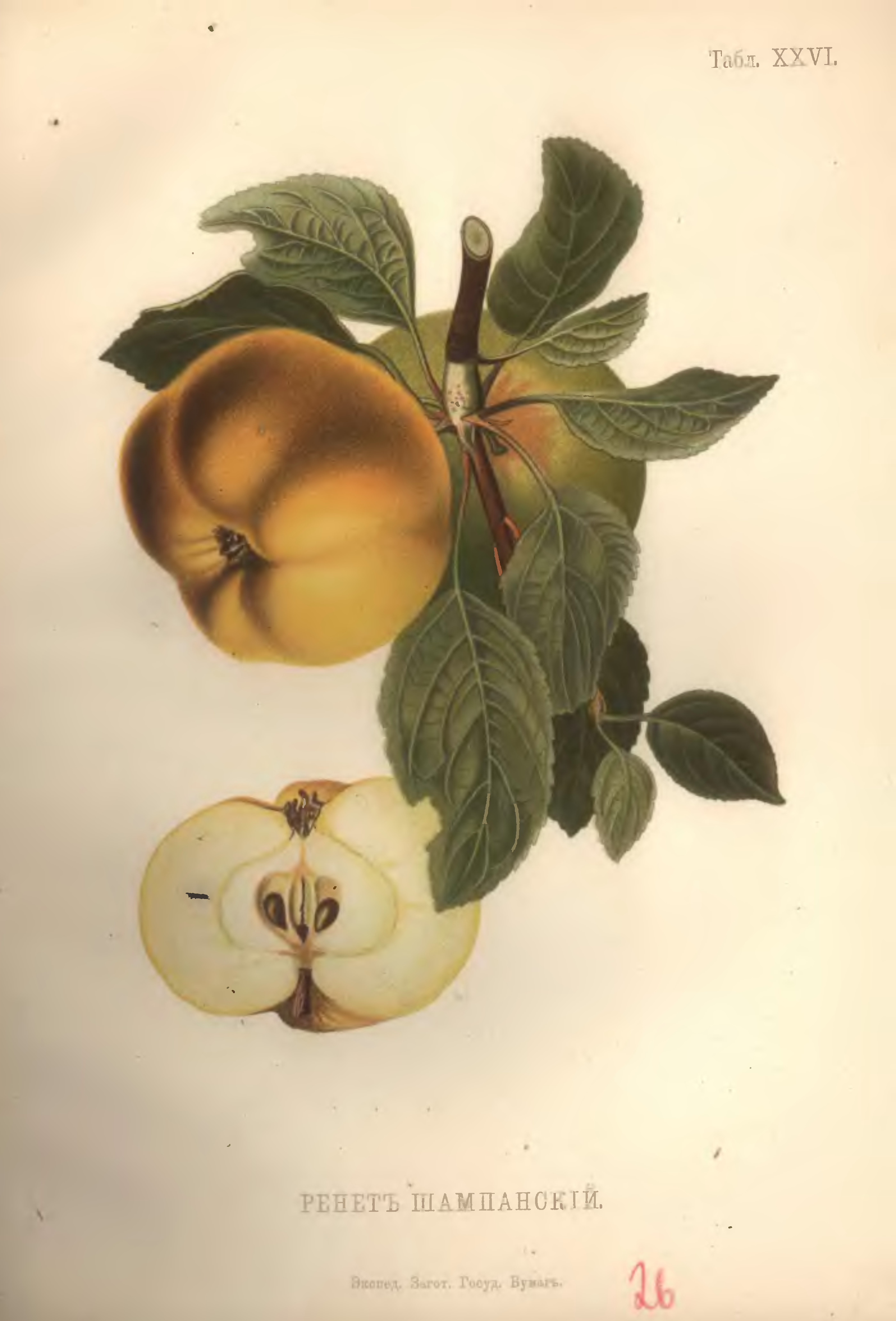
Ренет шампанський. «Атлас плодов», 1906

Рене́т шампа́нський (Ренет паперовий) — родич Ренету Симиренка — сорт яблуні домашньої виведений у Німеччині в кінці XVIII — на початку XIX століть. Найбільш поширений у Криму та південному степу України.
Дерева середньої або вище середньої сили росту, крона округло-піднесена, пірамідальної форми; плодоносять на кільчатках. У плодоношення вступають на слаборослих підщепах на четвертий, на дусенах і сіянцевих підщепах — на шостий-восьмий рік.
Цвіте пізно. Стійкість квіткових бруньок до весняних заморозків висока. Сорт порівняно стійкий до грибкових захворювань. Запилювачі: Ренет Симиренка, Розмарин білий.
Починають плодоносити на 6—8-й рік, а при вирощуванні на карликових підщепах — на 4-й. Сорт високоврожайний, дає до 200—250 кг плодів з дорослого дерева. Належить до групи періодично плодоносних яблунь. Характеризується високою товарною якістю плодів. Вони світло-жовті або навіть білуваті, плескуваті, однакові за формою та розміром, чисті, дуже привабливі, вирощені в гірських районах — забарвлені красивим рожевим рум'янцем. Достигають у жовтні і зберігаються, не втрачаючи привабливості і свіжості, до червня. Під час зберігання не уражуються фізіологічними хворобами. Смак кисло-солодкий, але при зберіганні кислотність поступово зменшується. Збирати врожай можна в середині — наприкінці вересня, трохи раніше за настання збиральної стиглості.. При занадто високій відносній вологості зберігання лопається шкірка.
Зимостійкість дерев невисока, особливо в молодому віці. Практично не вражається паршою.